# Tathorhynchus malagsy
Tathorhynchus malagsy är en fjärilsart som beskrevs av Pierre E.L. Viette 1967. Tathorhynchus malagsy ingår i släktet Tathorhynchus och familjen nattflyn. Inga underarter finns listade i Catalogue of Life.